# Ян ван Емден
Ян Егберт Густаф ван Емден (на нидерландски: Jan Egbert Gustaaf van Emden) е нидерландски лекар и психоаналитик.

## Биография
Роден е на 5 август 1868 година в Парамарибо, Холандска Гвиана (днес Суринам). Учи медицина в Университета в Лайден и получава степента си през 1896 г., като защитава дисертация на тема Bijdragen tot de kennis van het bloed („Приноси към познанието за кръвта“). През 1910 среща Зигмунд Фройд, който тогава е във ваканция в Ноордвик, и постепенно стават добри приятели. По време на Първата световна война Емден работи като посредник между Фройд и Ърнест Джоунс, който работи за представянето на психоанализата в Англия и също така урежда завръщането на Ана Фройд във Виена.
През 1912 г., след кратко обучение с Фройд, Емден се установява в Хага като един от първите практикуващи психоаналитици. Член е на Виенското психоаналитично общество от 1911 до 1914 г.
Той е един от основателите на Нидерландското общество за психоанализа и е негов председател от 1919 до 1929 г. През 1934 става президент след разцепването на обществото и основава Новото нидерландско общество за психоанализа.
Умира на 23 март 1958 година в Хага на 89-годишна възраст.